# Estilos de cerveza

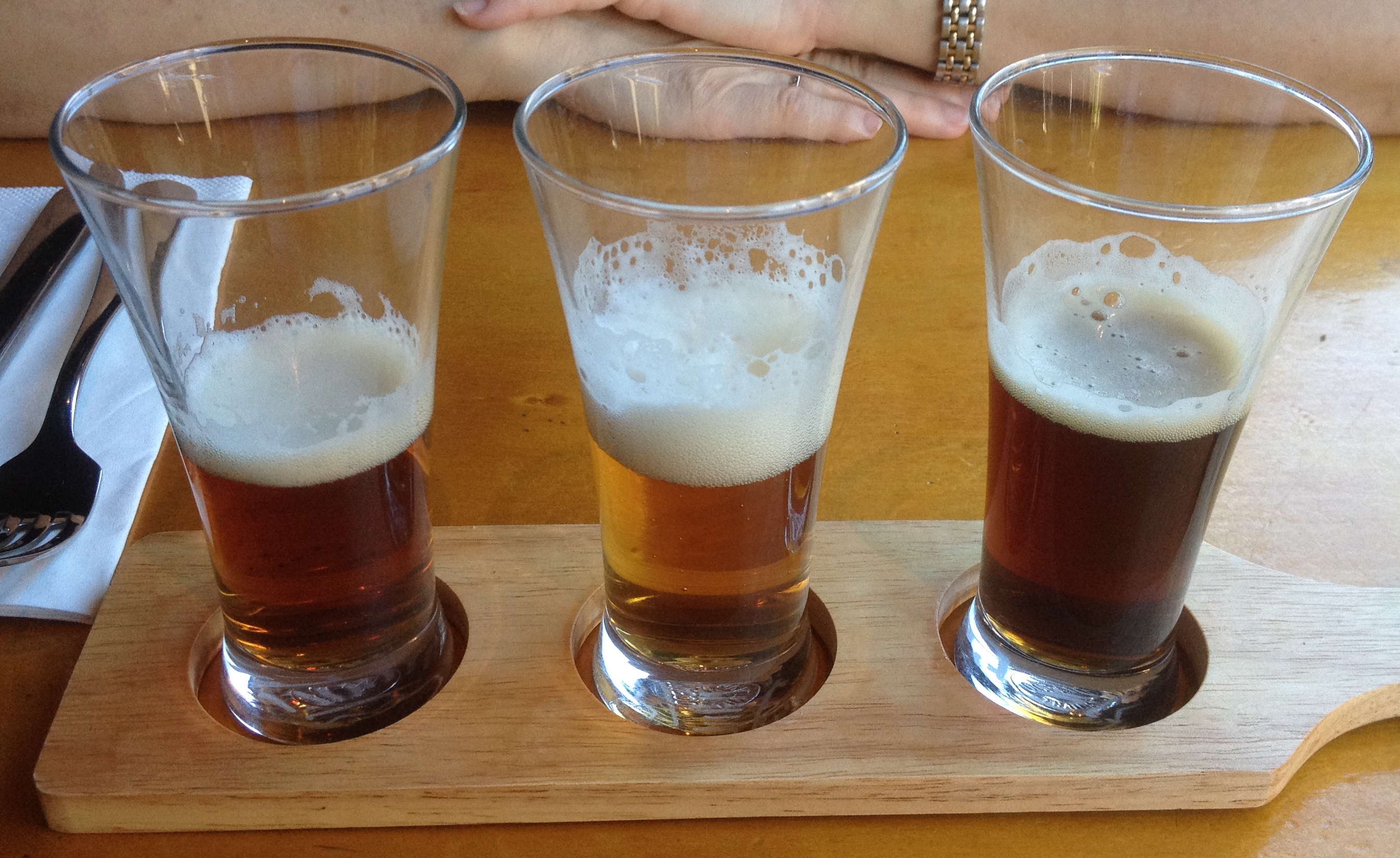
Una muestra de cervezas, para probar varios estilos.

El estilo de cerveza es una expresión utilizada para diferenciar y clasificar las cervezas por su color, sabor, ingredientes, método de producción, receta, historia u origen. El concepto moderno se basa en gran medida en el trabajo que el escritor Michael Jackson desarrolló en su libro de The World Guide To Beer (1977), en el que clasificó las cervezas de todo el mundo en función de las costumbres y los nombres locales. En 1989, Fred Eckhardt promovió el trabajo de Jackson publicando The Essentials of Beer Style. Aunque el estudio sistemático de los estilos de cerveza es un fenómeno moderno, la práctica de distinguir entre las diferentes variedades es antigua y data de, al menos, el año 2000 a. C. 
El estudio para la clasificación de una cerveza puede examinar su procedencia, tradición local, ingredientes o impresión sensorial, en la que convencionalmente intervienen elementos como el aroma, la apariencia, el sabor o la textura en boca. A su vez, el sabor se refiere tanto al grado de amargor de una cerveza por efecto de agentes como el lúpulo, la cebada tostada o las hierbas como a la dulzura de los azúcares que contiene. 

## Tipos
Muchos estilos de cerveza se clasifican como uno de los dos tipos principales, Ale y Lager, aunque muchos estilos desafían la categorización en categorías tan simples. Las levaduras que fermentan a temperaturas más cálidas, generalmente entre 15,5 y 24 C, forman una capa de espuma en la superficie de la cerveza fermentada, por eso se les conoce como levaduras de fermentación superior. Estas cervezas generalmente se clasifican como cervezas tipo ale. Las levaduras que fermentan a temperaturas considerablemente más bajas, tienen la capacidad de procesar un compuesto químico conocido como rafinosa, un azúcar complejo creado durante la fermentación. Estas levaduras se acumulan en el fondo de la cerveza de fermentación y, por lo tanto, se conocen como levaduras de fermentación de fondo. La mayoría de la cerveza que se produce hoy se fermenta de esta manera y se llama lager.
Algunas cervezas se fermentan espontáneamente a partir de levaduras silvestres como, por ejemplo, las cervezas lambic de Bélgica.

## Historia
Los estilos de cerveza se remontan al menos a Mesopotamia. La tablilla Alulu, un recibo sumerio de la "mejor" cerveza escrita en cuneiforme que se encuentra en Ur, sugiere que incluso en 2050 a. C. hubo una diferenciación entre al menos dos tipos o cualidades diferentes de cerveza. El trabajo de Bedrich Hrozny en la traducción de las tablillas de los comerciantes asirios encontradas en Hattusa, reveló que aproximadamente 500 años después los hititas tenían más de 15 tipos diferentes de cerveza. 
Los documentos revelan comentarios sobre diferentes métodos o ingredientes locales de elaboración de la cerveza. Plinio el Viejo en su Naturalis Historia escribió sobre los celtas que elaboraban cerveza "en la Galia y en España de diferentes maneras y bajo diferentes nombres; aunque el principio es el mismo". Las leyes anglosajonas revelan que identificaron tres cervezas diferentes, mientras que los normandos mencionan cervisae (ale) y plena cervisia (ale de cuerpo completo) en el Domesday Book. 
En el siglo XV, los cerveceros en Alemania y los Países Bajos usaban lúpulo para dar sabor y preservar su cerveza. Este nuevo estilo de cerveza se llamaba cerveza. Cuando esta tendencia llegó a Gran Bretaña y los cerveceros de cerveza en Southwark, Londres, comenzaron a quitarle las ventas a los cerveceros tradicionales de cerveza sin sal, hubo quejas y protestas. Se aprobaron leyes que favorecían la cerveza o la cerveza durante varios años, hasta que la cerveza con lúpulo se convirtió en el estilo estándar en toda Europa. Al mismo tiempo, los cerveceros en Baviera almacenaban cerveza en cuevas frescas durante los meses de verano para evitar que se pudriera. La cerveza se hizo conocida como lager de la palabra alemana lagern, que significa "almacenar". 
Aunque las cervezas que usan malta secada de forma natural habrían sido de color pálido, en el siglo XVII la mayoría de las maltas en Europa se secaban al fuego, dando como resultado una cerveza de color oscuro. Cuando la coque comenzó a usarse para tostar malta en 1642, las cervezas resultantes de colores más claros se hicieron muy populares. En 1703, el término pale ale comenzaba a usarse, aunque la cerveza que describía era una cerveza ligeramente lupulada, muy diferente de las versiones modernas más amargas. 
Sin embargo, a pesar de la conciencia de los comentaristas, legisladores y cerveceros de que había diferentes estilos de cerveza, no fue hasta la publicación de la Guía mundial de la cerveza de Michael Jackson en 1977 cuando hubo un intento de agrupar y comparar cervezas de todo el mundo. El libro de Jackson tuvo una influencia particular en Norteamérica, donde el escritor Fred Eckhardt también estaba comenzando a explorar la naturaleza de los estilos de cerveza. La empresa importadora de vinos Merchant du Vin cambió los vinos por las cervezas importadas mencionadas en el libro de Jackson. Y pequeños cerveceros comenzaron a producir copias e interpretaciones de los estilos de cerveza que Jackson había descrito en su libro. 
Mientras que América del Norte se desarrollaron estilos de cerveza con parámetros fijos de amargor, color, aroma, levadura, ingredientes y fuerza, otros países continuaron clasificando principalmente las cervezas libremente por su fuerza y su color, con una superposición de convenciones de nomenclatura.

## Elementos de estilo cervecero
Las cervezas pueden clasificarse en función de una serie de factores. 

### Apariencia
Las características visuales que se pueden observar en una cerveza son el color, la claridad y la espuma de cerveza. El color generalmente se deriva de las maltas utilizadas, especialmente las maltas adjuntas agregadas a las cervezas más oscuras, aunque otros ingredientes pueden contribuir al color de algunos estilos, como las cervezas de frutas. La intensidad del color puede medirse mediante sistemas como EBC, SRM o Lovibond, pero esta información rara vez se brinda al público. [¿Por qué?] 
Muchas cervezas son transparentes, pero algunas cervezas, como la hefeweizen, pueden estar turbias debido a la presencia de levadura que las hace translúcidas. Una tercera variedad es el color opaco, o casi opaco, que existe con stouts, mozos, schwarzbiers (cerveza negra) y otros estilos de colores profundos. El grosor, la retención de la espuma de cerveza y el encaje que puede dejar en el vidrio también son factores en la apariencia de una cerveza. 

### Aroma
El aroma en una cerveza puede formarse a partir de la malta y otros fermentables, la fuerza y el tipo de lúpulo, el alcohol, los ésteres y otros componentes aromáticos que la cepa de levadura puede aportar, así como otros elementos que pueden derivarse del agua y el proceso de elaboración de la cerveza. 

### Sabor
Las características de sabor de una cerveza pueden proceder del tipo y la cantidad de malta utilizada, los sabores derivados de la levadura y la intensidad del amargor. La amargura se puede medir en una escala de unidades internacionales de amargura. En América del Norte, varios cerveceros registran la amargura en esta escala como IBU. 

### Sensación en la boca
La sensación de una cerveza en la boca, tanto por el grosor del líquido como por la carbonatación, también puede considerarse como parte del estilo de una cerveza. Una cerveza más dextrinosa se siente más espesa en la boca. El nivel de carbonatación (o nitrógeno, en cervezas "suaves") varía de un estilo de cerveza a otro. Para algunas cervezas puede aportar una sensación espesa y cremosa, mientras que para otras aporta una sensación punzante. 

### Fuerza
La fuerza de la cerveza es el término aplicado en función de la cantidad de alcohol presente. Se puede cuantificar, ya sea indirectamente mediante la medición de la gravedad específica, o más directamente por otros métodos. 

#### Gravedad
La medición de la gravedad específica de la cerveza se utiliza para estimar la fuerza de la cerveza midiendo su densidad. Se han utilizado varias escalas diferentes, incluidas las escalas Plato, Baumé, Balling y Brix, siendo la escala Plato la medida moderna más común. 
Este enfoque se basa en el hecho de que los azúcares disueltos y el alcohol afectan la densidad de la cerveza de manera diferente. Dado que los azúcares se convierten en alcohol durante el proceso de fermentación, se puede usar la gravedad para estimar el alcohol final. En la elaboración de cerveza, se hace una distinción entre la gravedad original, la gravedad del mosto antes de que comience la fermentación y la gravedad final del producto cuando se completa la fermentación. Dado que la concentración de azúcares es directamente proporcional a la gravedad, la gravedad original le da a un cervecero una idea de la fuerza alcohólica potencial del producto final. Después de la fermentación, las diferencias entre la gravedad final y la original indican la cantidad de azúcar convertida en alcohol, lo que permite calcular la concentración de grado alcohólico. 
La gravedad original de una cerveza fue la base para determinar los impuestos tanto en el Reino Unido como en Irlanda desde 1880 hasta finales del siglo XX, y el legado de ese sistema permanece en la división en gran medida arbitraria de amargo en "amargo", "mejor amargo", y subestilos "amargos especiales". En Europa continental, la densidad de una cerveza en grados Plato es utilizada, a veces, por una cervecería para distinguir una cerveza en particular producida en una línea. Por ejemplo, Rochefort Brewery produce tres cervezas, todas diferentes en color, sabor y aroma. Y los vende como Rochefort 6, Rochefort 8 y Rochefort 10, los números que se refieren a las gravedades originales de las cervezas. Westvleteren Brewery, mientras tanto, produce tres cervezas y las llama Rubia, 8 y 12.

#### Concentración de alcohol
Antes del desarrollo de las prácticas modernas de elaboración de la cerveza y la comprensión completa de la bioquímica de la levadura, el abv final de una cerveza no se podía controlar con precisión, lo que hacía que su valor fuera inconsistente y, por lo tanto, inadecuado como determinante de impuestos o regulación. Sin embargo, en la actualidad abv se usa a menudo para determinar el impuesto sobre la cerveza y la sidra, y las ventas de cerveza y sidra por encima de un cierto abv están, en ocasiones, restringidas o prohibidas. Por ejemplo, en Texas las cervezas por debajo del 4% por encima no pueden venderse como robustas, independientemente de otras consideraciones estilísticas.

### Levadura

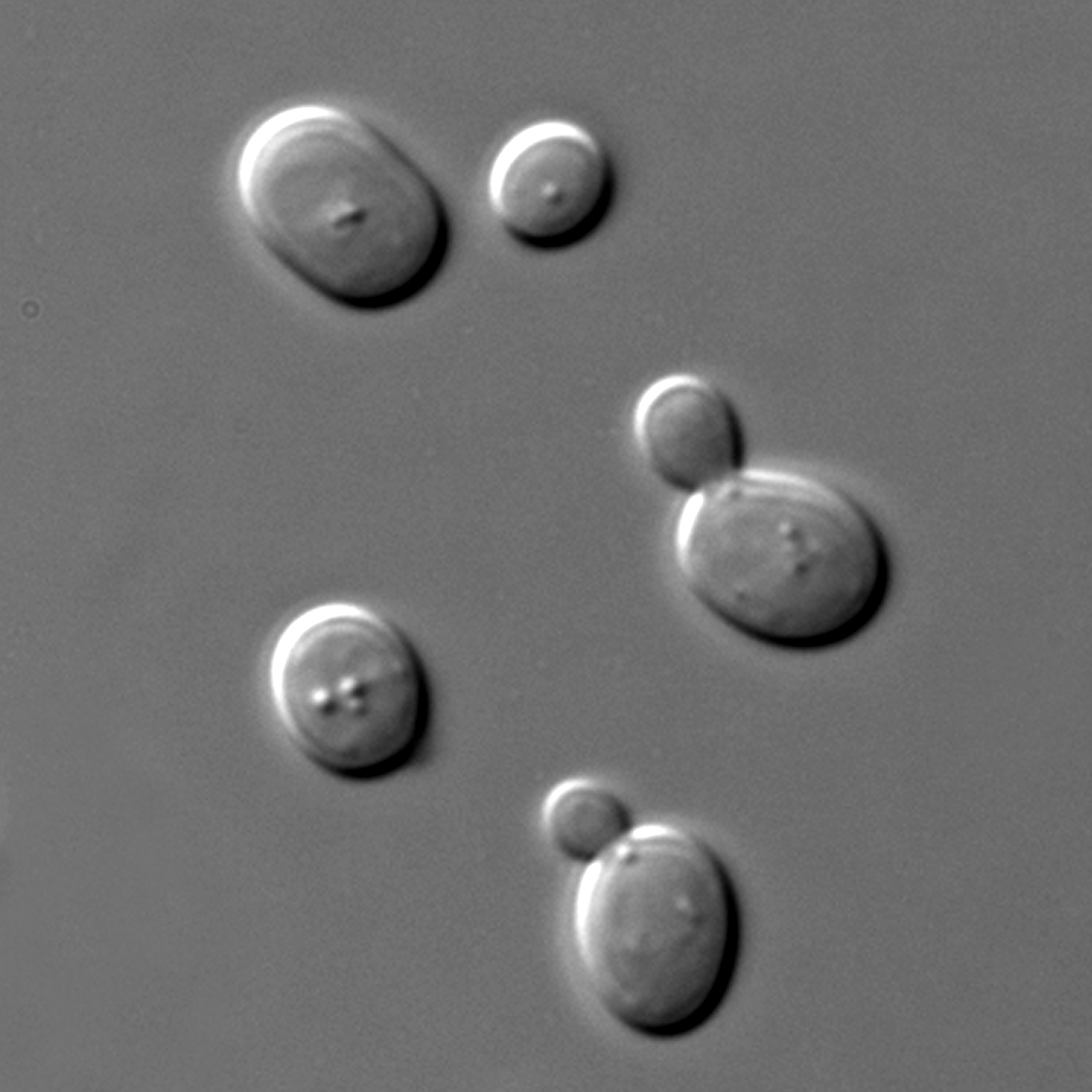
Levadura Saccharomyces cerevisiae, utilizada en la elaboración de cerveza

Para hacer cerveza se utiliza una variedad de levaduras, la mayoría de las cuales son cepas de levadura de fermentación superior o de fermentación inferior. Diferentes cepas imparten diferentes características de sabor y aroma, [cita requerida] y puede variar en qué azúcares complejos pueden fermentar y qué alta es su tolerancia al alcohol, los cuales son factores de atenuación. Algunas cervezas usan otros microbios además de las levaduras, como Lactobacillus o Brettanomyces. Por ejemplo, el sabor y aroma distintivos de las cervezas belgas de la abadía resultan en gran medida de las cepas de levadura utilizadas para fermentar la cerveza. [cita requerida] Hay algunos estilos modernos, especialmente lambics, donde se usa la fermentación espontánea, es decir, en lugar de ser inoculada de manera controlada con una levadura nutrida, el mosto no fermentado puede ser colonizado por microorganismos presentes en el medio ambiente.

### Granos
La mayoría de las cervezas usan malta de cebada como su fuente principal de azúcares fermentables, y algunos estilos de cerveza exigen que se use exclusivamente, como los estilos alemanes desarrollados bajo Reinheitsgebot. Algunos estilos de cerveza pueden considerarse variedades, en el mismo sentido que el vino, en función de su factura de malta.
Las maltas pálidas horneadas forman la base de la mayoría de los estilos de cerveza ahora en producción, con estilos que usan otros granos como base distinguidos por esos granos (por ejemplo, bock, que usa la malta de Munich como base). Los estilos Rauchbier y Grätzer se distinguen por el uso de malta ahumada. 
Algunos estilos usan uno o más granos como ingrediente clave en el estilo, como la cerveza de trigo, la cerveza de centeno o la avena gruesa. 
La inclusión de algunos granos como el maíz y el arroz a menudo se considera que contribuye menos al sabor y más a una fuente adicional de azúcares fermentables. El arroz en particular "es considerado por muchos cerveceros [artesanales] lo que usan los desagradables cerveceros industriales para diluir su cerveza".
Esto se debe en gran parte al uso de arroz en las cervecerías estadounidenses a gran escala. Si bien se sostiene comúnmente que estas cervecerías introdujeron estos granos en sus fórmulas durante la escasez de guerra, la autora Maureen Ogle afirma que "la mitología es que estos gigantes fabricantes de cerveza comenzaron a agregar arroz y maíz a su cerveza después de la Segunda Guerra Mundial para diluirla, pero no es cierto. La industria cervecera estadounidense fue surgiendo a fines del siglo XIX por inmigrantes alemanes estadounidenses de primera generación, como Adolphus Busch, Adolph Coors y Frederick Miller. Aunque estos hombres, cerveceros artesanales, recrearon inicialmente las cervezas con cuerpo de su tierra natal, muchos estadounidenses no habían desarrollado un gusto por el estilo pesado de malta. Necesitaban un ingrediente doméstico que hiciera las cervezas más efervescentes, burbujeantes y más ligeras. El arroz y el maíz aportaron el sabor deseado, no un relleno económico.

### Lúpulo
El lúpulo aporta amargor, sabor y aroma a una cerveza de diferentes maneras, dependiendo de cuándo se agreguen durante el proceso de elaboración. La cantidad de amargor y aroma del lúpulo que sea apropiado varía entre los estilos de cerveza. Hay muchas variedades de lúpulo, algunas de las cuales están asociadas con cervezas de regiones específicas. Por ejemplo, los saltos Saaz están asociados con los checos Pilsners; Hallertau y Tettnanger son dos de las variedades de lúpulo "nobles" que uno espera encontrar en las cervezas alemanas, y Kent Goldings es una variedad inglesa. 

### Agua
El agua es el ingrediente principal de la cerveza y, aunque el agua en sí no tiene sabor, la composición química puede influir en el sabor final. De hecho, algunos cerveceros lo consideran como "el ingrediente más importante en la cerveza". En particular, dos estilos de cerveza son especialmente notables por su química del agua: pale ale, para lo cual el proceso de Burtonización está muy extendido; y Pilsner. 

### Otros ingredientes
Las frutas y las especias son ingredientes clave en algunos estilos de cerveza. Mientras que las cervezas de frutas y las de hierbas a menudo se enumeran como categorías de estilos en sí mismas, las frutas y especias a veces se usan para contribuir al perfil de sabor y aroma de otros estilos. Las verduras también se han utilizado en cervezas. Se puede agregar miel, melaza, azúcar dulce u otros azúcares fermentables para impartir sus sabores distintos a una cerveza. Si bien no es un ingrediente per se, algunos cerveceros han experimentado con el envejecimiento de su cerveza en barriles previamente utilizados para bourbon u otros destilados, impartiendo el sabor de la madera y el espíritu a la cerveza. 
Las bebidas alcohólicas elaboradas a partir de la fermentación de azúcares derivados de fuentes sin granos generalmente no se llaman "cerveza", a pesar de ser producidas por la misma reacción bioquímica a base de levadura. La miel fermentada se llama hidromiel, el jugo de manzana fermentado se llama sidra, el jugo de pera fermentado se llama perry (a veces, sidra de pera ), el jugo de ciruela fermentada se llama ciruela jerkum y el jugo de uva fermentada se llama vino. El jiu chino y el sake japonés se elaboran utilizando el mismo proceso que la cerveza con un paso adicional en la fermentación, además de arroz en lugar de malta de cebada. 

## Estilos de cerveza
La mayoría de los estilos de cerveza se dividen en tipos, según el tiempo y la temperatura de la fermentación primaria y la variedad de levadura utilizada durante la fermentación. Como la terminología de la elaboración de la cerveza surgió antes del advenimiento de la ciencia de la microbiología, la "levadura" en este contexto puede referirse no solo a hongos sino a algunas bacterias, por ejemplo Lactobacillus en Berliner Weisse. 
La levadura de fermentación superior típicamente fermenta a temperaturas más altas 15-23 C, que produce cantidades significativas de ésteres y otros sabores y aromas secundarios, a menudo parecidos a los de manzana, pera, piña, hierba, heno, plátano, ciruela o ciruela. 
Las cervezas de mayor fermentación incluyen cerveza Brown Ale, Mild Ale, Old Ale, Pale Ale, Stout y Wheat beer. 
Las cervezas pálidas son el tipo de cerveza más consumido en el mundo. Las cervezas son de origen centroeuropeo, toman su nombre de la cerveza alemana ("almacenar") y, normalmente, usan una levadura de fermentación inferior que comienza a fermentar a los 7-12 C (la "fase de fermentación"), y luego se almacena a 0-4 C (la "fase de lager"). Durante la etapa secundaria, la cerveza se aclara y se suaviza. Las condiciones más frías también inhiben la producción natural de ésteres y otros subproductos, lo que resulta en una cerveza de sabor "más crujiente". 
Los métodos modernos de producción de cerveza fueron iniciadas por Gabriel Sedlmayr el Joven, que perfeccionó cervezas de color marrón oscuro en la cervecería Spaten en Baviera, y Anton Dreher, que comenzó a elaborar una cerveza en Viena, Austria, en 1840-1841. Con el control de la fermentación mejorada moderna, la mayoría de las fábricas de cerveza lager utilizan sólo durante cortos períodos de almacenamiento en frío, típicamente 1 – 3 semanas. 
La mayor parte de la cerveza de hoy en día se basa en el estilo original de Pilsner, pionero en 1842 en la ciudad de Pilsen (Plzeň), en un área de la monarquía austríaca ahora ubicada en la República Checa. El moderno lager pálido que se desarrolló a partir de Pilsner es de color claro y alta en la carbonatación forzada, con un contenido de alcohol de 3 – 6% en volumen. Las marcas de cerveza Pilsner Urquell o Heineken son ejemplos típicos de cerveza lager pálida, y la marca Pilsner Urquell tiene una presencia de lúpulo más asociada con el estilo pilsner. Los estilos principales de lager incluyen lager pale, Bock, Dunkel, Helles, Oktoberfestbier / Märzen, Pilsner, Schwarzbier y lager Vienna. 
Las cervezas de fermentación espontánea usan levaduras silvestres en lugar de cultivadas. En la Edad Media, los cerveceros habían aprendido a cosechar la levadura de una cerveza y usarla en la siguiente. Solo en unas pocas regiones aisladas todavía se usaban levaduras silvestres. La región más conocida donde todavía se usa la fermentación espontánea es el valle de Senne en Bélgica, donde se produce lambic. 
Las cervezas híbridas o de estilo mixto utilizan técnicas y materiales modernos en lugar de, o además de, los aspectos tradicionales de la elaboración de la cerveza. Aunque hay alguna variación entre las fuentes, las cervezas mixtas generalmente se dividen en las siguientes categorías: 
- Altbier y Kölsch, ambos fermentados por la parte superior antes de acondicionarse en frío, es decir, rebozados.
- Las cervezas de vapor fueron inventadas por inmigrantes alemanes que viven en California y están hechas con un tipo de levadura de fermentación inferior que puede fermentar a temperaturas más cálidas. El nombre de "cerveza de vapor" es una marca registrada de Anchor Brewing Company, aunque otros cerveceros elaboran esta cerveza con la designación "común de California".
- Las cervezas de frutas y verduras se mezclan con algún tipo de complemento fermentable de frutas o verduras durante el proceso de fermentación, proporcionando cualidades obvias pero armoniosas.
- Las cervezas de hierbas y especias incluyen hierbas o especias derivadas de raíces, semillas, frutas, verduras o flores en lugar de, o además del lúpulo.
- Las cervezas envejecidas en madera son cualquier cerveza tradicional o experimental que se ha envejecido en un barril de madera o se ha dejado en contacto con astillas o cubos de madera. A menudo, el barril o madera serán tratados primero con una cierta variedad de espíritu u otra bebida alcohólica; Bourbon, whisky y jerez son comunes.
- Las cervezas ahumadas usan malta que ha sido tratada exponiéndola al humo de la madera quemada o humeante para que exista un aroma y sabor ahumados. Los ejemplos más conocidos de este estilo son los Rauchbiers de Bamberg, Alemania. Los cerveceros fuera de Alemania también han usado malta ahumada en porteros, whisky escocés y otros estilos.
- Las cervezas estilo champaña se terminan "à la méthode originale", principalmente en Bélgica, e incluyen Grottenbier, Deus y Malheur Bière Brut.

## Otras bebidas fermentadas a base de cereales.
- Boza
- Cauim
- Chhaang
- Chicha
- Gruit
- Kvas
- Oshikundu
- Pulque
- Sahti
- Sato (vino), también llamado lao hai (jarra de alcohol) cuando se prepara en casa en jarras
- Sulima, hecha por el pueblo Mosuo en la región Lijiang de Yunnan, China